# Медина, Яимар
Яимар Абель Медина Ортис (исп. Yaimar Abel Medina Ortiz; род. 5 ноября 2004, Элой-Альфаро, Эсмеральдас) — эквадорский футболист, полузащитник клуба «Индепендьенте дель Валье» и сборной Эквадора.

## Клубная карьера
Медина — воспитанник клуба «Индепендьенте дель Валье». 31 июля 2022 года в матче против «Барселоны» из Гуаякиль он дебютировал в эквадорской Примере. В том же году Медина помог команде завоевать Южноамериканский кубок.

## Международная карьера
В 2023 году в составе молодёжной сборной Эквадора Медина принял участие в молодёжном чемпионате Южной Америки в Колумбии. На турнире он сыграл в матчах против сборных Чили, Боливии, Бразилии, Колумбии, Парагвая, а также дважды против Венесуэлы и Уругвая. В поединке против уругвайцев Яимар забил гол.

## Достижения
Клубные
 «Индепендьенте дель Валье»
- Обладатель Южноамериканского кубка — 2022